# 盲用衛星導引系統
盲用衛星導引系統，一種專為視障者設計、整合導航設備的全球定位系統（GPS）。GPS在80年代末已有多個考量視障者實用性的GPS相關研究。此種提供視障人士使用的衛星導航只是一種輔助裝置並不會取代盲用的白手杖及導盲犬。

## Loadstone GPS
德國Loadstone公司開發了一個為盲人和視力受損用戶開放源碼軟體的衛星導航。此軟體目前是免費，可在許多不同版本Symbian作業系統的NOKIA手機上執行。GPS接收器的訊號透過藍芽與手機連結。過去許多國家的失明人士使用的是NOKIA手機，因為這種使用S60 Symbian平台的手機產品具有兩個屏幕閱讀器，設備以合成語音輸出，並結合第三方軟件的使用，例如Loadstone全球定位系統。Loadstone開發盲用衛星導航系統，接收許多來自世界各地盲人用戶提供的改善建議，有助於提高他們對於盲用衛星導航需求的了解。
2004年Monty Lilburn及Shawn Kirkpatrick開發了第一款盲用衛星導航系統。該方案是根據GNU通用公共許可證（GPL），並完全由私人企業和用戶的捐款資助。本產品提供失明人士更多的獨立性和易用的衛星導航解決方案的全球供應商的價格的問題。在農村地區、發展中國家或新興工業化國家幾乎沒有精確的地圖數據是常見的地圖數據庫。因此，Loadstone軟件為用戶提供了一個選項來創建和保存自己的航點導航，並與他人分享。Loadstone社會上的免費資源，如進口的坐標了 OpenStreetMap 項目工作 。此外，他們正在尋找一個贊助商的商業執照，Tele Atlas公司的地圖數據，如是由該公司提供。其他主要供應商Navteq公司，這屬於諾基亞。

## Wayfinder Access
Wayfinder Access是從瑞典公司Wayfinder的創新型全球定位系統（GPS）。Symbian手機應用程序的設計，尤其是工作與顯示器閱讀器，並提供資料及語音技術。它能夠採納盲人和視障人士考慮的特殊需要 。Symbian閱讀器的軟體提供的不僅僅是應用程序的屏幕上閱讀，而且還支持盲文設備。
Wayfinder Access的重點包括，但不僅限於：
- 為行人和車輛導航提供的信息。
- 20萬個興趣點資料庫。
- 線上地圖，並且定期更新。
- “我在哪裡？” 功能，隨時給您目前的位置資訊。
- “在我的周圍是什麼？” 功能，啟動掃描的面積通知你的街道名稱，十字路口和附近的喜好點，如餐廳，銀行。
- 新的“附近一帶查詢”功能，可以讓你聽到以後可以調整掃描附近的半徑範圍與面積的資訊。
- 反饋的興趣點（POI）的，可以限制，優先級，並提交根據其從您的位置距離口岸或我的最愛。

Wayfinder Access服務已在2011年關閉，該公司已經超越Vodafone。

## Trekker
Victor Trekker，（以前稱為VisuAide）專門設計和製造，是在2003年3月推出 。它是在戴爾Axim 個人數字助理（PDA）應用操作系統的Pocket PC，改編為盲人和視障人士談論菜單，說話的地圖，和GPS信息。完全便攜式（重量600g），它提供的功能，使失明的人，以確定位置，創建路線並導航到目的地接收信息 。它還提供一個詳盡的搜索功能利益點的數據庫，如餐廳，酒店，等
PDA的觸摸屏是通過按鈕彈性帶固定夾具。
這是全面升級，因此它可以擴大，以適應新的硬件 平台和更詳細的地理信息 。
Trekker和大師，這是第一關的現成訪問基於PDA掌上電腦，集成和提供自2005年5月。
Trekker是不再在商店出售，繼任者“Trekker微風”有沒有硬件或軟件的Trekker的相似性。

## BrailleNote GPS
BrailleNote的GPS 是 Sendero Group, LLC, and Pulse Data International( HumanWare) 在2002開發的導航系統. 。它就像一個數位助理系統，系統內部包含地圖軟體和機械的聲音相結合。
一個手機大小般的接收器，BrailleNote全球定位系統利用GPS網絡，針對旅客的地球上的位置和附近的興趣點。個人電腦接收來自衛星的無線電信號，以圖表的用戶的位置，直接給他們錄製的語音命令的目標。該系統利用衛星三角載波的位置，就像一個尋找其在海上的位置的船舶。
視障人士可以編碼的興趣點，如當地的餐館或任何其他位置，到計算機的數據庫中。隨後，他們可以打孔機的鍵盤上的鍵直接自己感興趣的特定點。

## Mobile Geo
Mobile Geo的GPS導航軟體是基於Windows Mobile的一種智能手機，例如:Pocket PC手機和個人數字助理（PDA等）。 Factory’s為盲人的領先供應商的GPS產品的全球定位系統和測繪技術支持，移動地理是第一個解決方案，專門用來作為為視障人士的廣泛的主流移動導航援助設備。雖然這是一個單獨許可的產品，移動地理無縫集成與守則廠流行的屏幕閱讀器-移動為掌上電腦和手機為Windows Mobile智能手機發言發言 。
您可以通過移動地理，找准你的位置，了解的興趣點（景點）在您的緊鄰，計劃指定點的始發地和目的地之間的路線，並獲得演習指令以及有關航點的信息沿路線，你是以下。然而，移動地理絕不代替拐杖或導盲犬，使用本產品，旅行時，獨立的建議，只有當盲人用戶已收到定向和行動的技能培訓。
下面是什麼使移動地理為盲人一個獨特的GPS產品的清單，食目前提供類似的解決方案。請注意，這些功能大部分將在第一個版本，而一些將在未來的產品更新發布的：
- 移動地理支持版本5.0，6.0和6.1的Windows Mobile操作系統。這包括設備運行專業的Windows Mobile（Pocket PC電話），標準（智能手機），經典（獨立的PDA），操作系統版本的支持。這意味著，你可以拿起從當地的商店或通過您首選的移動電話網絡運營商支持的設備，並在未來升級到較新的設備機型，每當您的願望。
- 它是與 300多個個人數字助理以及經營 GSM，CDMA和WCDMA網絡的手機兼容。
- 作為功能添加代碼為 Windows Mobile，這意味著你除了GPS解決方案，一個完全無障礙的智能手機，PDA或手機 + PDA混合設備，工廠領導的屏幕閱讀器。
- 它是與不同國家的地圖數據和POI的文件，包括美國，加拿大，英國和愛爾蘭，西班牙，法國，意大利，德國，奧地利，荷蘭，丹麥，挪威，瑞典，南非，澳大利亞，新加坡/馬來西亞 /香港地區。
- 它的功能與語音輸出各種文本到語音引擎開發的領先供應商，如Fonix，Loquendo， Acapela。因此，這是能講20種語言以上。
- 它的工作原理以及與外部的藍牙 GPS接收器內置的GPS接收機，在目前一些移動設備。
- 它可以用來傳送到藍牙耳機的語音輸出。
- 使用與設備，掌上電腦觸摸屏，或外部鍵盤集成的數字或QWERTY鍵盤，可以執行應用程序的命令。
- 它可用於 20多個不同的輸入和輸出的盲文設備。
- 這是激活使用守則廠以用戶為中心的發牌制度，讓您輕鬆您的產品許可證從一個移動設備轉移到另一個相同的平台類型和版本。